# 1934 في سويسرا
فيما يلي قوائم الأحداث التي وقعت خلال عام 1934 في سويسرا.

## كتب
من الكتب التي صدرت هذه السنة في سويسرا:
- 1 يناير – العالم كما أراه من تأليف ألبرت أينشتاين.

## مواليد

### يناير
- 1 يناير – ارنست بوشر فيزيائي سويسري.

### فبراير
- 15 فبراير – نيكلاوس ويرث

### مايو
- 7 مايو – ألفرد راج درّاج طريق سويسري.
- 13 مايو – أدولف موشج

### سبتمبر
- 8 سبتمبر – هانس ويبر لاعب كرة قدم سويسري.

## وفيات

### مارس
- 14 مارس – سيكستوس أمير بوربون بارما (مواليد 1886) ضابط بلجيكي.

### أبريل
- 28 أبريل – روبرت هيبوليت شودات (مواليد 1865) عالم نبات سويسري.

### أكتوبر
- 18 أكتوبر – رودولف فون تافل (مواليد 1866)